# Schwebebahnprojekt für Berlin
Das Schwebebahnprojekt für Berlin war das Vorhaben der Continentalen Gesellschaft für elektrische Unternehmungen, zu Beginn des 20. Jahrhunderts auch in der deutschen Hauptstadt eine einschienige Hängebahn nach dem Vorbild der Wuppertaler Schwebebahn zu bauen. Nachdem die Anlage im Wuppertal 1901 erfolgreich in Betrieb ging, schlug deren Betreibergesellschaft im Jahr 1902 dem Magistrat von Berlin vor, eine 11,9 Kilometer lange Nord-Süd-Schwebebahn mit 17 Haltestellen vom Bahnhof Gesundbrunnen nach Britz zu errichten. 
Die geplante Trasse sollte durch die Brunnen- und Lothringer Straße, das Scheunenviertel, die Kaiser-Wilhelm-, Dirckens-, Neue Ufer-, Ohm-, Neander-, Prinzen-, Lade-, Wilms-, Dieffenbach-Straße, dann über den Hohenstaufenplatz, den Kottbusser Damm, den Hermannplatz sowie schließlich durch die Berliner- und Berg-Straße bis zur Britzer Grenze führen. Die Querung der Spree war nächst der Jannowitzbrücke vorgesehen. In der Brunnenstraße wurde, nördlich des Rosenthaler Platzes, 1906 zu Vorführzwecken eigens eine 42 Meter lange Probestrecke errichtet. Ihre drei verschiedenen Mittelstützen gestalteten die Architekten Alfred Grenander, Sepp Kaiser und Bruno Möhring.
Letztlich blieb das Vorhaben trotz Erreichens einer gewissen Planungstiefe erfolglos. Magistrat und Stadtverordnetenversammlung standen dem Vorhaben skeptisch gegenüber, vor allem befürchtete man eine Verschandelung der zu durchfahrenden Straßenzüge. Die AEG legte daraufhin 1907 alternativ den Plan einer klassischen U-Bahn vor, die aber erst 1928 in Betrieb ging – die heutige Linie U8.

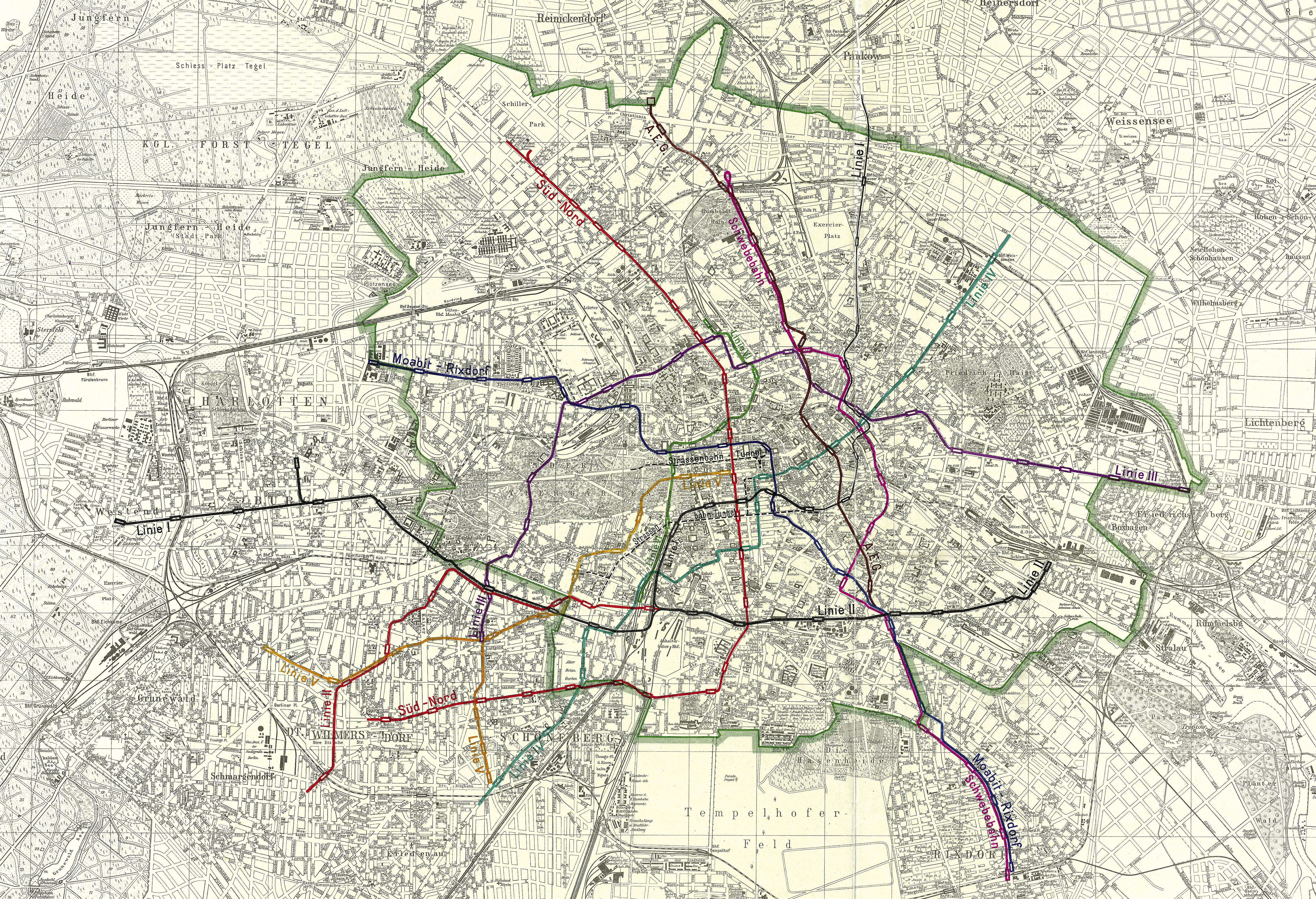
Karte von 1907 mit der Schwebebahn in Konkurrenz zur von der AEG geplanten U-Bahn
Die Probestrecke in der Brunnenstraße
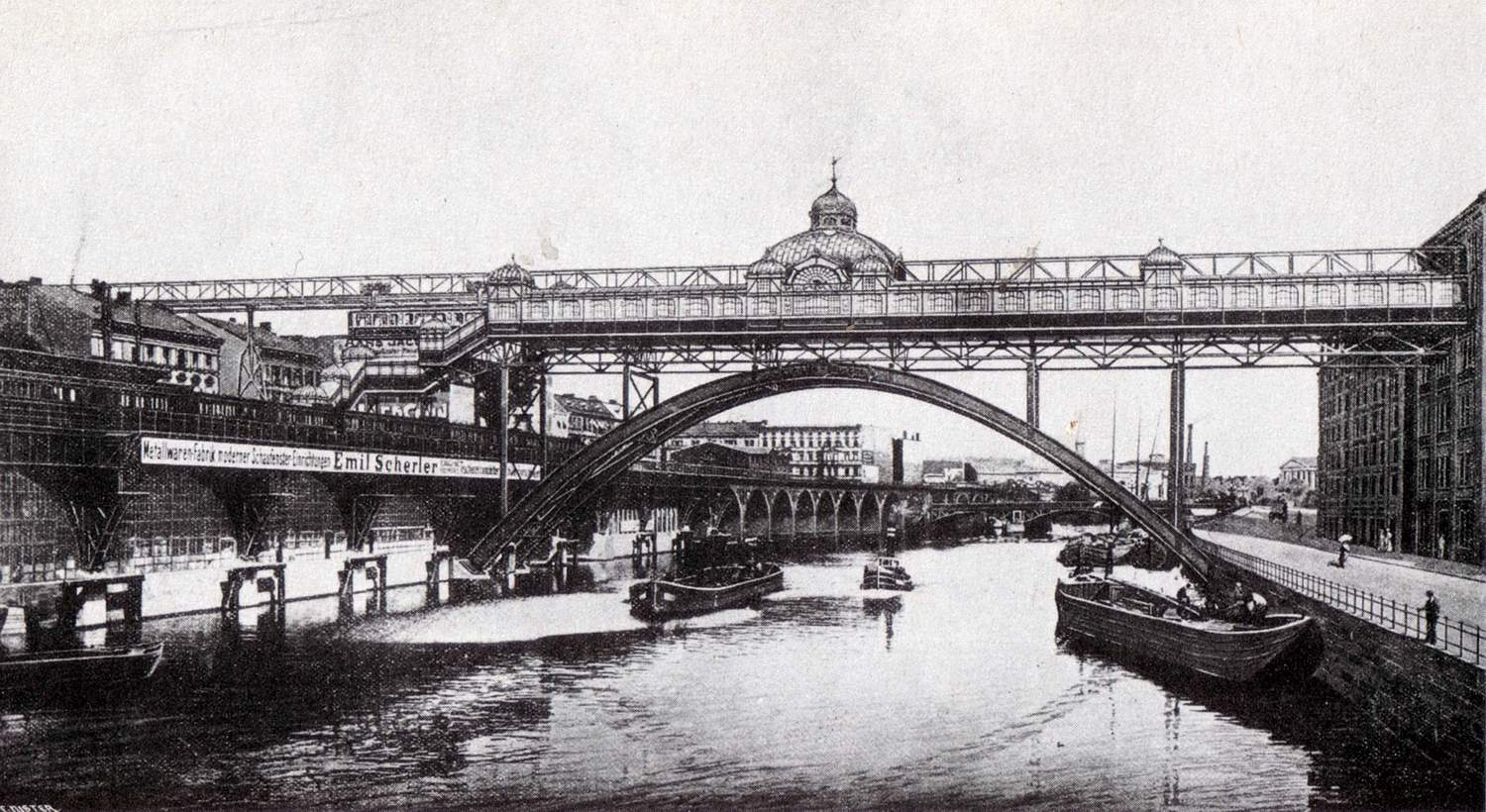
Die geplante Spree-Querung nächst der Jannowitzbrücke mit gleichnamiger Haltestelle über dem Fluss
Wuppertal: Vorführfahrt mit einem Sechs-Wagen-Zug, wie für Berlin vorgesehen, im Jahr 1908
Vorgesehener Wagentyp